# Янмэй
Янмэ́й (кит. трад. 楊梅, пиньинь Yángméi) — район города Таоюань.

## История
Исторически в этих местах находился посёлок Янмэй уезда Таоюань. 1 августа 2010 года в связи с тем, что численность его населения превысила 150 тысяч человек, посёлок был поднят в статусе и стал городом уездного значения. 25 декабря 2014 года уезд Таоюань был преобразован в город центрального подчинения, а Янмэй стал районом в его составе.